# 吉田徳夫
吉田 徳夫（よしだ のりお、1970年11月4日 - ）は、愛知県出身の競艇選手。登録番号3452。息子の吉田凌太朗(4903)、吉田裕平(4914)も競艇選手である。

## 来歴
- 1998年2月24日、常滑競艇場での｢第43回東海地区選手権｣でG1初優勝。
- 2015年6月3日、琵琶湖競艇場での｢サンケイスポーツ杯争奪第37回さざなみ賞｣第10レースで通算2,000勝達成[1]。
- 2017年11月13日、選手消除届を提出し、現役を引退した。

## SG・G1・G2優勝歴

### G1
- 第43回東海地区選手権（1998年2月24日・常滑競艇場）

## 戦績
- 出走回数：7222回
- 1着回数：2086回
- 優出回数：266回
- 優勝回数：70回
- フライング(F)回数：30回
- 出遅れ(L)回数：3回
- 通算勝率：6.50
- 2連対率：48.13
- 3連対率：63.85
- 生涯獲得賞金：917,838,898円